# Oberamt Heilbronn

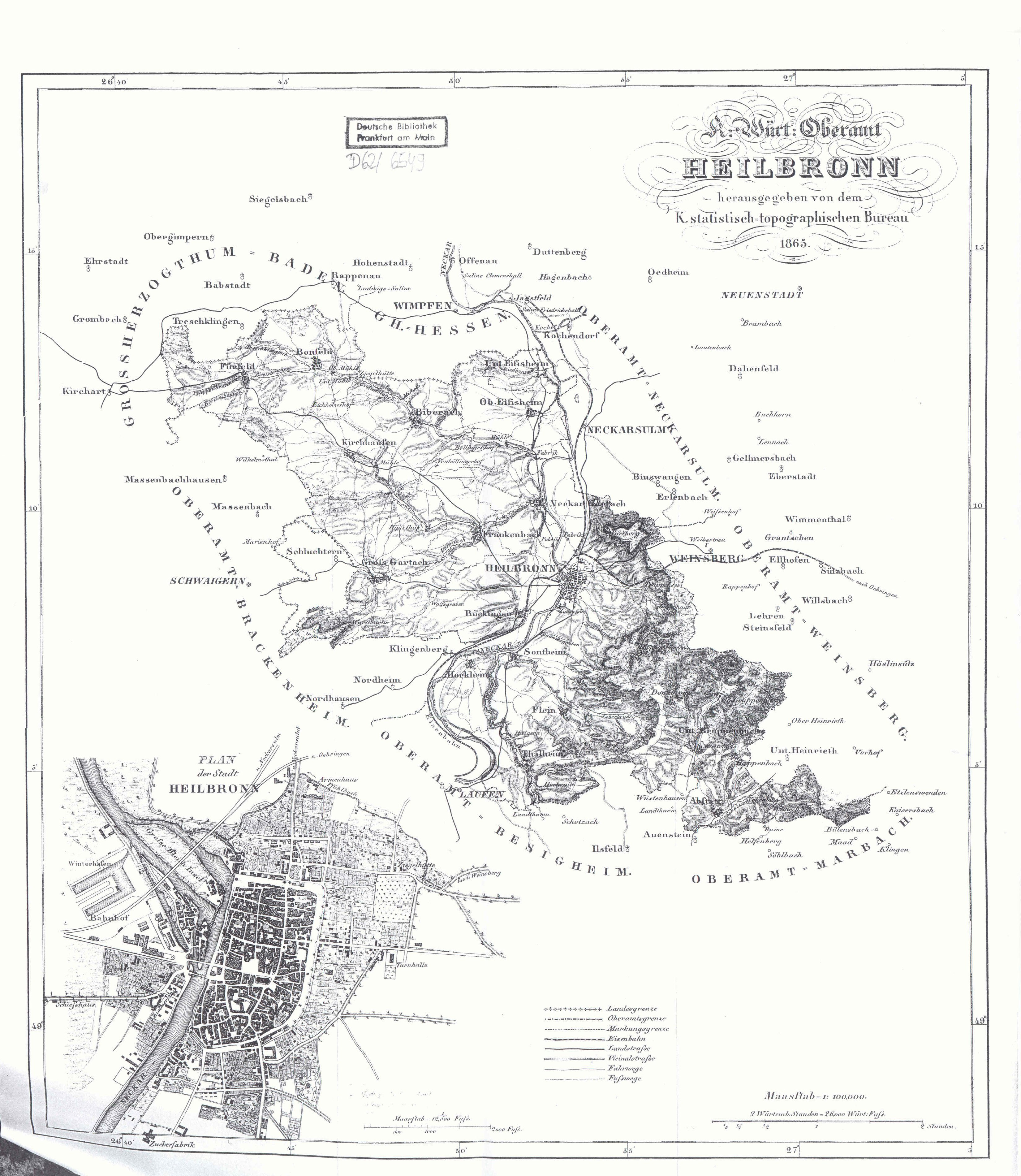
Karte des Oberamtes Heilbronn

Karte der württembergischen Oberämter, Stand 1926

Das Oberamt Heilbronn war ein württembergischer Verwaltungsbezirk (auf beigefügter Karte Nr. 22), der 1934 in Kreis Heilbronn umbenannt und 1938 um Gemeinden der aufgelösten Kreise Besigheim, Brackenheim, Marbach und Neckarsulm zum Landkreis Heilbronn vergrößert wurde. Bereits 1926 waren dem Oberamt Heilbronn einige Gemeinden des aufgehobenen Oberamts Weinsberg zugefallen. Allgemeine Informationen zu württembergischen Oberämtern siehe Oberamt (Württemberg).

## Geschichte

Oberamt Heilbronn, Gebietsstand 1813, mit den früheren Herrschafts- und Ämtergrenzen
Legende

Das Oberamt entstand, nachdem Württemberg 1802 – im Vorgriff auf den Reichsdeputationshauptschluss – das Territorium der Reichsstadt Heilbronn in Besitz genommen hatte. Ab 1806 wurden dem Bezirk weitere Orte zugeteilt. Dabei handelte es sich teils um altwürttembergisches Gebiet, teils um ehemals deutschordische bzw. ritterschaftliche Dörfer, die dem Königreich mit der Rheinbundakte zufielen. Nachbarn des von 1818 bis 1924 dem Neckarkreis zugeordneten Oberamts waren die württembergischen Oberämter Weinsberg, Neckarsulm, Marbach, Besigheim und Brackenheim, das Großherzogtum Baden sowie die hessische Exklave Wimpfen.
1926 umfasste der Bereich des Oberamts Heilbronn 36 Gemeinden mit einer Gesamtfläche von 321,12 km². Innerhalb des Oberamtsbereichs befanden sich 23.522 Gebäude, darunter 11.030 Nebengebäude. Die Wohnbevölkerung betrug 1925 rund 97.500 Personen.

### Ehemalige Herrschaften
1813, nach Abschluss der Gebietsreform, setzte sich der Bezirk aus Bestandteilen zusammen, die im Jahr 1800 zu folgenden Herrschaften gehört hatten:
- Reichsstadt Heilbronn
 Heilbronn, Böckingen, Flein, Frankenbach, Neckargartach.
- Herzogtum Württemberg
  - Oberamt Brackenheim: Großgartach (teilweise);
  - Oberamt Weinsberg: Horkheim;
  - Klosteramt Lichtenstern: Obereisesheim;
  - Rentkammer, Pflegamt Heilbronn: Untereisesheim.
- Deutscher Orden, Neckaroberamt
  - Amt Heilbronn: Sontheim, Talheim (2/3);
  - Amt Kirchhausen: Biberach, Kirchhausen.
- Hochstift Speyer
  - Ritterstift Odenheim zu Bruchsal: Großgartach (teilweise).
- Heiliggeistspital Memmingen: Hipfelhof.
- Reichsritterschaft
 Beim Kanton Kraichgau der schwäbischen Ritterschaft waren die Dörfer Fürfeld und Bonfeld der Freiherren von Gemmingen immatrikuliert. Das gemmingensche Drittel von Talheim steuerte zum Kanton Kocher.

## Wappen

Wappen des Oberamts Heilbronn

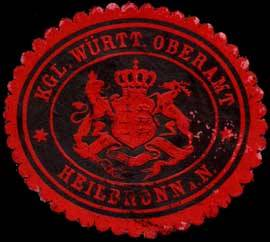
Siegelmarke des Königl. Württemb. Oberamts Heilbronn

Die Amtskörperschaft des Oberamtes Heilbronn erbat 1927 von der württembergischen Archivdirektion einen Vorschlag für ein Wappen. Die Archivdirektion empfahl ein Wappen, das als Symbole für Neckarschifffahrt und Weinbau in Blau einen silbernen Anker, begleitet von je einem silbernen Becher, zeigen sollte. Der Bezirksrat lehnte die beiden Becher jedoch als zu stark betontes Symbol des Genusses ab. Stattdessen nahm das Oberamt 1928 ein anderes, von Walther Eberbach (1866–1944) entworfenes Wappen an, das auch im späteren Kreis bzw. Landkreis Heilbronn noch bis 1955 in Gebrauch blieb. Es zeigte In gespaltenem Schild mit erniedrigter eingebogener Spitze vorne in Schwarz eine silberne Ähre, hinten in Rot ein nach links gekehrter silberner Hammer, unten in Gold eine hängende blaue Traube; im silbernen Herzschild ein blauer Anker. Die Ähre stand für die Landwirtschaft, der Hammer für Industrie und Gewerbe, die Traube für den Weinbau und der Anker für die Neckarschifffahrt. Aus heraldischer Sicht war dieses Wappen zu überladen, weshalb es im Jahr 1955 durch ein anderes ersetzt wurde.

## Gemeinden

### Einwohnerzahlen 1865
Folgende Gemeinden waren dem Oberamt 1865 unterstellt:
| frühere Gemeinde                                     | Einwohner zahl 1865 | heutige Gemeinde |
| ---------------------------------------------------- | ------------------- | ---------------- |
| Heilbronn                                            | 14333               | Heilbronn        |
| Abstatt mit Happenbach                               | 992                 | Abstatt          |
| Biberach                                             | 1164                | Heilbronn        |
| Böckingen                                            | 1891                | Heilbronn        |
| Bonfeld                                              | 1186                | Bad Rappenau     |
| Flein                                                | 1340                | Flein            |
| Frankenbach                                          | 1169                | Heilbronn        |
| Fürfeld                                              | 683                 | Bad Rappenau     |
| Groß-Gartach                                         | 1822                | Leingarten       |
| Horkheim                                             | 698                 | Heilbronn        |
| Kirchhausen                                          | 1181                | Heilbronn        |
| Neckar-Gartach                                       | 1707                | Heilbronn        |
| Ober-Eisesheim                                       | 783                 | Neckarsulm       |
| Sontheim                                             | 1005                | Heilbronn        |
| Thalheim                                             | 1319                | Talheim          |
| Unter-Eisesheim                                      | 528                 | Untereisesheim   |
| Unter-Gruppenbach mit Ober-Gruppenbach und Donnbronn | 1212                | Untergruppenbach |
| Summe                                                | 33013               |                  |

### Änderungen im Gemeindebestand seit 1813

Gemeinden und Markungen um 1860

1842 kamen die Gemeinden Abstatt und Untergruppenbach vom Oberamt Besigheim zum Oberamt Heilbronn.
1919 erhielt Böckingen das Stadtrecht.
Als das Oberamt Weinsberg zum 1. April 1926 aufgelöst wurde, kamen die Gemeinden Affaltrach, Eberstadt, Eichelberg, Ellhofen, Eschenau, Gellmersbach, Grantschen, Hölzern, Hößlinsülz, Lehrensteinsfeld, Löwenstein, Neulautern, Sülzbach, Unterheinriet, Weiler bei Weinsberg, Weinsberg, Willsbach, Wimmental und Wüstenrot zum Oberamt Heilbronn.
1933 wurde Böckingen nach Heilbronn eingemeindet.
1938 wurden Neckargartach und Sontheim nach Heilbronn eingemeindet.

## Amtsvorsteher
Die Vorsteher des Oberamts trugen zunächst die Bezeichnung Oberamtmann, ab 19. April 1928 die Bezeichnung Landrat. Nach der Gründung des Oberamts 1803 wurde es zunächst für einige Monate von Oberamtmann Ostertag als Amtsverweser geleitet, bevor Johann Friedrich Zeller ab 1804 amtierte.
- 1804–1808: Johann Friedrich Zeller
- 1808–1815: Friedrich Wächter
- 1815–1819: Karl August Friedrich Glocker
- 1820–1822: Christian Friedrich Reuß als Amtsverweser
- 1822–1828: Joseph Christian Schliz
- 1829–1833: Christian Friedrich von Reuß
- 1834–1852: Friedrich Mugler
- 1852–1854: Gustav Friedrich Scholl
- 1855–1885: Karl Christian Meurer
- 1885–1892: Adolf Eduard Löflund
- 1892–1894: Hermann Gugel
- 1894–1896: Heinrich Otto Widmann
- 1896–1900: Wilhelm Friedrich Maier
- 1901–1912: Wilhelm Lang
- 1912–1920: Karl Mögling
- 1920–1933: Theodor Ehemann
- 1933–1939: Walther Fuchs

## Abgeordnete
Von 1815 bis 1918 dienten die württembergischen Oberämter auch als Wahlkreise für die Ständeversammlungen 1815 bis 1819, die Abgeordnetenkammer der Württembergischen Landstände und die drei verfassungrevidierenden bzw. -beratenden Landesversammlungen 1849 bis 1850. Die sieben „guten Städte“, darunter auch Heilbronn, stellten bis auf die Landesversammlungen 1849/1850 jeweils eigene Abgeordnete, so dass die Abgeordneten des Heilbronner Oberamtes nur die übrigen Amtsgemeinden vertraten.
Die Abgeordneten des Oberamts Heilbronn waren:
- 1815–1817: Friedrich Christoph Mayer
- 1819–1825: Johann Christoph Ludwig
- 1825–1831: Ludwig August von Gärttner
- 1833–1838: Gottlieb Schmid
- 1838–1842: Ludwig Waaser
- 1843–1848: Johann Friedrich Mayer
- 1848–1849: Wilhelm Herrlinger
- 1849–1850: August Ruoff
- 1851–1868: Bernhard Nickel
- 1868–1876: Karl Haag
- 1876–1882: Friedrich Reichert
- 1882–1888: Georg Härle
- 1889–1895: Gottlieb Wagner
- 1895–1902: Robert Münzing
- 1902–1910: Wilhelm Schäffler
- 1911–1918: August Hornung